# Лыжные гонки на зимних Олимпийских играх 1956

На зимних Олимпийских играх 1956 года в Кортина-д’Ампеццо в лыжных гонках было разыграно 6 комплектов наград — 4 среди мужчин (15 км, 30 км, 50 км и эстафета 4×10 км) и 2 среди женщин (10 км и эстафета 3×5 км). Программа соревнований по сравнению с Олимпийскими играми 1952 года в Осло претерпела серьёзные изменения, у мужчин гонка на 18 км была заменена гонкой на 15 км и была добавлена гонка на 30 км, а у женщин была добавлена эстафета 3×5 км. Все гонки, кроме эстафет, проходили с раздельным стартом участников.
Впервые в истории в олимпийском турнире приняли участие советские лыжники. Дебют оказался удачным, советские лыжники победили в медальном зачёте, завоевав 7 медалей, из них 2 золотые, 2 серебряные и 3 бронзовые. Первую в истории СССР золотую медаль зимних Олимпийских игр завоевала в гонке на 10 км Любовь Козырева.

## Медалисты

### Мужчины

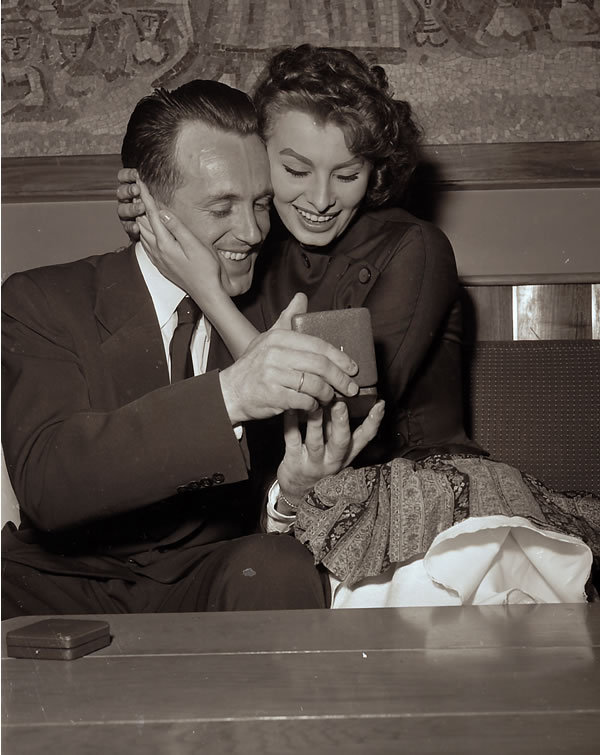
Норвежец Хальгейр Бренден демонстрирует свою золотую медаль 21-летней итальянской актрисе Софии Лорен

| Дисциплина                     | Золото                                                                  | Серебро                                                                         | Бронза                                                                              |
| 15 км см. подробнее            | Хальгейр Бренден Норвегия                                               | Сикстен Йернберг Швеция                                                         | Павел Колчин СССР                                                                   |
| 30 км см. подробнее            | Вейкко Хакулинен Финляндия                                              | Сикстен Йернберг Швеция                                                         | Павел Колчин СССР                                                                   |
| 50 км см. подробнее            | Сикстен Йернберг Швеция                                                 | Вейкко Хакулинен Финляндия                                                      | Фёдор Терентьев СССР                                                                |
| Эстафета 4×10 км см. подробнее | СССР · Фёдор Терентьев · Павел Колчин · Николай Аникин · Владимир Кузин | Финляндия · Аугуст Киуру · Йорма Кортелайнен · Арво Вийтанен · Вейкко Хакулинен | Швеция · Леннарт Ларссон · Гуннар Самуэльссон · Пер-Эрик Ларссон · Сикстен Йернберг |

### Женщины

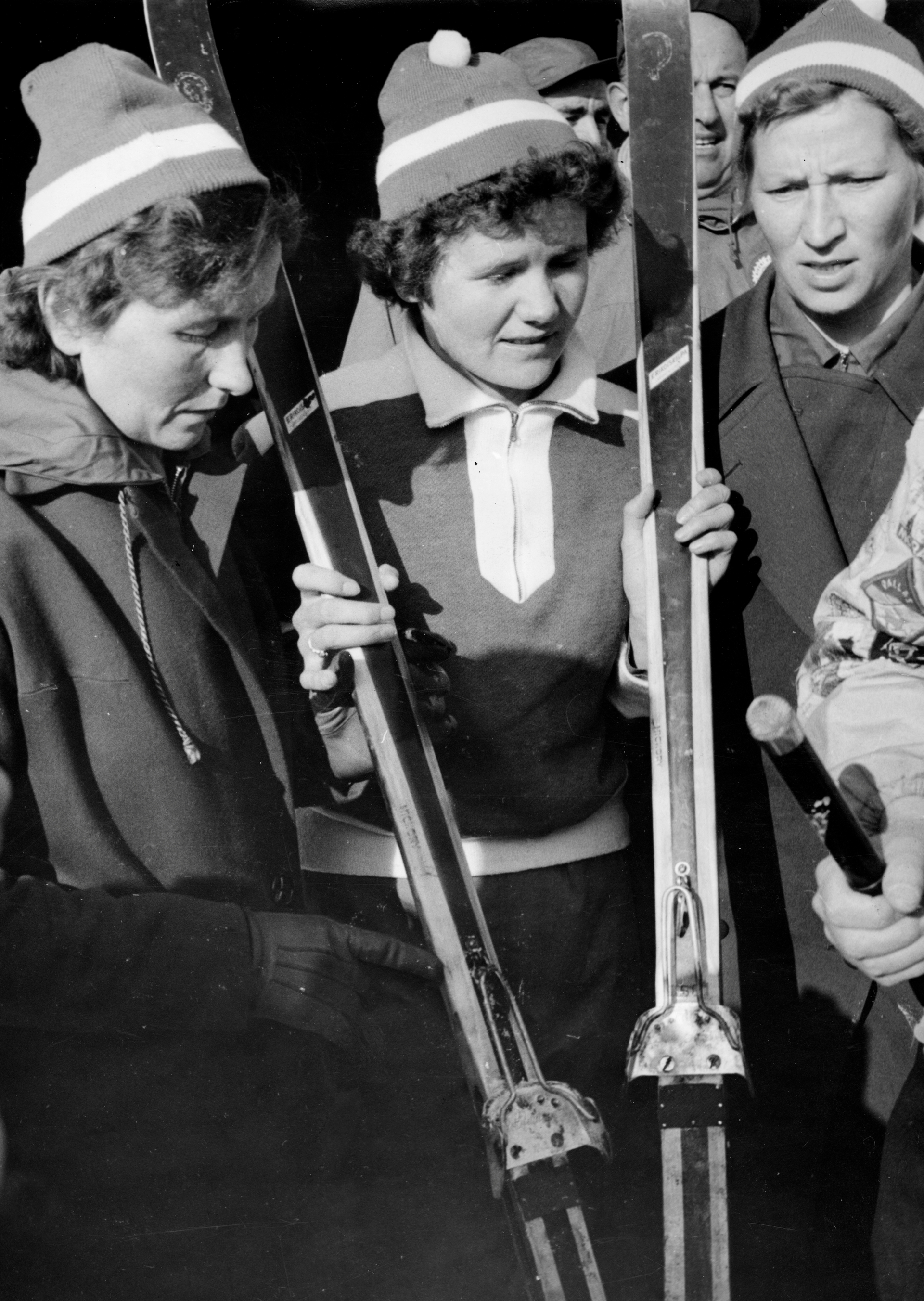
Олимпийские чемпионки в эстафете (слева направо): Сиркка Полкунен, Мирья Хиетамиес, Сийри Рантанен

| Дисциплина                    | Золото                                                         | Серебро                                                   | Бронза                                                     |
| 10 км см. подробнее           | Любовь Козырева СССР                                           | Радья Ерошина СССР                                        | Соня Эдстрём Швеция                                        |
| Эстафета 3×5 км см. подробнее | Финляндия · Сиркка Полкунен · Мирья Хиетамиес · Сийри Рантанен | СССР · Любовь Козырева · Алевтина Колчина · Радья Ерошина | Швеция · Ирма Юханссон · Анна-Лиса Эрикссон · Соня Эдстрём |

## Общий зачёт
(Жирным выделено самое большое количество медалей в своей категории)
| Общее количество медалей |           |        |         |        |       |
| Место                    | Страна    | Золото | Серебро | Бронза | Всего |
| 1                        | СССР      | 2      | 2       | 3      | 7     |
| 2                        | Финляндия | 2      | 2       | 0      | 4     |
| 3                        | Швеция    | 1      | 2       | 3      | 6     |
| 4                        | Норвегия  | 1      | 0       | 0      | 1     |